# Ellinor Grimmark
Linda Ellinor Grimmark, född Einarsson 30 september 1976 i Skärstads församling i Jönköpings län, är en svensk sjuksköterska och barnmorska. Grimmark rönte omfattande uppmärksamhet, såväl nationellt som internationellt, då hon efter avslutad utbildning år 2014 stämde sin hemregion Jönköping för diskriminering, i vad som kommit att kallas "Barnmorskefallet". Stämningen avsåg att hon nekades anställning då hon med hänvisning till sin samvetsfrihet vägrade att medverka vid aborter, att ge dagen efter-piller och sätta in kopparspiraler.

## Biografi
Grimmark arbetade under många år i sin mammas cateringfirma, men började i slutet av 00-talet att först utbilda sig till sjuksköterska och genomgick senare vidareutbildning till barnmorska.
Grimmark anställdes 2010 vid Region Jönköpings län där hon placerades på geriatrik- och rehabiliteringskliniken på Höglandssjukhuset i Eksjö. Från 24 augusti 2012 till 14 januari 2015 var hon tjänstledig och vidareutbildade sig till barnmorska. Hon fick sin legitimation som barnmorska i mars 2014 och fick sedan anställning vid ett sjukhus i Norge, där vårdpersonal kan åberopa samvetsskäl för att inte behöva medverka vid abort genom en klausul i den norska abortlagen. Under 2013 och början av 2014 hörde sig Grimmark för om möjlig anställning i Region Jönköping. Hon var intresserad av dels ett sommarvikariat som sjuksköterska vid Höglandssjukhuset, Värnamo sjukhus och länssjukhuset Ryhov, dels en tjänst som barnmorska. I samband med sina anställningsförfrågningar tydliggjorde hon att hon på grund av sin tro inte skulle kunna utföra aborter.  Från februari 2015 hade hon även en timanställning vid Höglandssjukhuset.
Våren 2013 praktiserade Grimmark vid kvinnokliniken på Höglandssjukhuset. 23 april 2013 underrättades hon om att hon inte kunde beredas anställning eftersom arbetsgivaren inte ansåg sig kunna ta särskild hänsyn till en arbetstagares önskemål om vilka patienter man ville behandla. I juli 2013 ansökte Grimmark om anställning vid länssjukhuset Ryhov i Jönköping, men nekades anställning med hänvisning till att en anställd måste kunna delta i klinikens samtliga arbetsuppgifter. I augusti samma år drogs hennes studielön in av regionen. 20 november 2013 sökte Grimmark på nytt arbete vid kvinnokliniken, varvid arbetsgivaren meddelade att någon anställning inte kunde ges av samma skäl som tidigare. I januari 2014 sökte så Grimmark anställning vid Värnamo sjukhus, men nekades.
I maj 2016 uppgav Grimmark att hon avsåg flytta med sin familj till Norge, där samvetsfrihet inom vården accepteras. Familjen flyttade permanent till Norge under våren 2017 och bosatte sig i Østfold i Norge, där hon (2021) arbetar som barnmorska inom förlossningsvården.

## Barnmorskefallet

### Diskrimineringsombudsmannen prövar fallet
Grimmark ansåg att hennes tro gjort att hon diskriminerades av arbetsgivaren, varför hon anmälde Region Jönköping till Diskrimineringsombudsmannen (DO). Den 10 april 2014 avslutade DO ärendet med hänvisning till att omständigheterna inte gav anledning att anta att Grimmark blivit utsatt för diskriminering på grund av religion eller annan trosuppfattning. DO ansåg vidare att de arbetsuppgifter som en legitimerad barnmorska skall utföra är relevanta krav att ställa på den som söker en tjänst som barnmorska. Grimmark valde då att gå vidare till tingsrätten med sitt fall.

### Tingsrättens prövning
I tingsrättsförhandlingarna representerades hon av jur. kand. Ruth Nordström och advokat Jörgen Olson. Region Jönköpings län representerades av advokat Erik Danhard samt förbundsjuristen, tillika tidigare sjuksköterskan Sophie Törne vid Sveriges kommuner och landsting.. Grimmark krävde skadestånd respektive diskrimineringsersättning, vilket regionen bestred. I sin talan anförde Grimmark att hennes rätt till samvetsfrihet och religionsfrihet kränkts enligt Europeiska konventionen om skydd för de mänskliga rättigheterna och de grundläggande friheterna, i dagligt tal Europakonventionen. Grimmark hänvisade även till den samlade europeiska samsynen för utformningen av samvetsfrihet för vårdpersonal och hävdade att Sverige brutit mot denna samsyn.
Regionen anförde att deras tillämpning var i enlighet med Europakonventionen, eftersom det finns ett brett tolkningsutrymme, margin of appreciation. Den rättsliga frågan ansåg regionen rymdes inom statens tolkningsutrymme och menade att någon konventionskränkning inte ägt rum samt att inskränkningarna av Grimmarks religionsutövning var en tillåten tillämpning av konventionen.
Tingsrätten prövade dels om Grimmark diskriminerats enligt Diskrimineringslagen, dels om Europakonventionen kunde tillämpas som grund för Grimmarks talan. Tingsrätten delade DO:s syn att kraven på att kunna utföra de aktuella arbetsuppgifterna var rimliga och att Grimmark därmed inte diskriminerats på grund av sin religion. Tingsrätten ansåg inte heller att Grimmarks rätt till religions- och samvetsfrihet kränkts enligt Europakonventionen. Grimmark förlorade därför målet mot Region Jönköpings län. Hon valde då att ta sitt fall vidare till Arbetsdomstolen.

### Förhandlingarna i Arbetsdomstolen
Förhandlingarna i mål B 10/16 i Arbetsdomstolen pågick 24-27 januari 2017 där Grimmark representerades av advokat Percy Bratt, Jörgen Olson och Ruth Nordström. Region Jönköpings län representerades av Erik Danhard. Grimmarks fall fick enligt vissa källor både juridiskt och ekonomiskt stöd från den amerikanska lobbyorganisationen Alliance Defending Freedom, men enligt egen uppgift fick de inga pengar från ADF för att täcka rättegångskostnaderna. Ett av hennes juridiska ombud, Ruth Nordström, var registrerad samarbetspartner till organisationen. Såväl Grimmark som Nordström medverkade i ADF:s marknadsföringsfilmer och Nordström har bland annat skrivit om abortfrågan tillsammans med en representant för ADF. Domen i Arbetsdomstolen, vilken inte kunde överklagas, kom 12 april 2017, varvid Grimmark förlorade målet.

### Förhandlingarna i Europadomstolen
Efter domen i Arbetsdomstolen valde Grimmark och hennes juridiska ombud att gå vidare till Europadomstolen för att där stämma svenska staten. Anmälan lämnades in 14 juni 2017 och avsåg även fallet med barnmorskan Linda Steen, som 2015 nekades anställning av Landstinget Sörmland då hon ville åberopa samvetsfrihet. I mars 2020 nekades Grimmark och Steen prövning i domstolen som fann att det inte var ett orimligt krav att de skulle utföra alla sina arbetsuppgifter. Fallet överklagades till Europadomstolen för mänskliga rättigheter i Strasbourg, som i mars 2020 avvisade fallet, och i oktober 2021 efter begäran om resning meddelade att detta inte beviljades.

## Familj
Sedan 1999 är Ellinor Grimmark gift med Carl Johan Grimmark, hårdrocksmusiker i Narnia. Paret har tre barn.